# بارق الحاج حنطة
بارق عبد الله الحاج حنطة الزبيدي (3 مارس 1950- 4 أبريل 1991) قائد عسكري عِرَاقي سابق برتبة لواء ركن من قضاء الصويرة محافظة واسط. كان مُنصَّب كأمر لواء القوات الخاصة العراقية مُنذ عام 1985م وحتى إعدامه في 1991م، برز اسم بارق الحاج حنطة خلال قيادته أحد أفواج اللواء 31 وبعدها قيادته للواء 66 قوات خاصة في حرب الخليج الاولى وخصوصًا أثناء عمليات تاج المعارك وعمليات تحرير الفاو حتى نهاية الحرب، بعد نهاية الحرب العراقية الايرانية، أصبحَ قائدًا لفرقة القوات الخاصة التابعة لقيادة قوات الخليج.

## ولادته ونشأته
وُلِدَ عام 3 مارس 1950 في محافظة واسط قضاء الصويرة ويرجع نَسَبهِ إلى قبيلة زبيد العربية. واستشهد في ٤ أبريل 1991

## سيرته العسكرية
- من خريجي الكلية العسكرية الأولى الدورة 49
- من خريجي كلية الأركان العسكرية العراقية
- من خريجي مدرسة القوات الخاصة العراقية

### الحروب التي شارك بها
- حرب تشرين / أكتوبر ( 1973م )
- الحرب في الشمال
- الحرب الأهلية في لبنان في فترة السبعينات،
- حرب استقلال إرتيريا في نهاية السبعينيات وبداية الثمانينيات
- الحرب العراقية -الإيرانية (1980م - 1988م)
- غزو الكويت  (1990م)
- حرب الخليج الثانية (1991م)
- حاصل على العشرات من أنواط الشجاعة والأوسمة[3]

### المناصب العسكرية
- آمر اللواء 66 قوات خاصة[4]
- آمر اللواء 2 حرس جمهوري
- قائد قوات حماية النفط
- قائد القوات الخاصة العراقية[5]
- معاون رئيس أركان قوات الخليج العربي في الكويت.[6][7]

## وفاته
أُتُهِمَ عدد من الباحثين والأكاديميون «حسين كامل» أنّه أمرَ بقتل عددٍ من قادة الحرب مثل بارق الحاج حنطه وكامل ساجت الجنابي وعصمت صابر عمر في اجتماع له معهم 
تم قتلهم بعد مشادة كلامية حامية بينه وبين بارق وجماعته، مما جعل صدام حسين، يحقد على حسين كامل، ويضمرها له، وتم اعتبار المقتولين من الضباط من الشهداء الدرجة الأولى وهذهِ هيَ الرواية الرسمية التي أعتمدتها القيادة العراقية  ، ودفن في مقبرة قضاء المدائن 
 ، ومازال ضريحه شاخصا هناك 

## انظر
- عصمت صابر عمر
- كامل ساجت الجنابي
- نزار الخزرجي
- ماهر عبد الرشيد
- اياد فتيح الراوي